# Daïras de la wilaya de Guelma
La wilaya de Guelma compte 10 daïras.

(1) Ain Makhlouf (2) Bouchegouf (3) Guelaât Bou Sbaâ (4) Guelma (5) Hammam Debagh (6) Hammam N’Bails (7) Héliopolis (8) Houari Boumédiène (9) Khezarra (10) Oued Zenati

## Daïras de la wilaya de Guelma
- Guelma
- Khezarra
- Guelaât Bou Sbaâ
- Héliopolis
- Oued Zenati
- Ain Makhlouf
- Hammam Debagh
- Bouchegouf
- Hammam N’Bails
- Houari Boumédiène

Liens : http://www.dt-guelma.dz/fr/popul_fr.htm